# Amblyseius kadzhajai
Amblyseius kadzhajai är en spindeldjursart som beskrevs av Gomelauri 1968. Amblyseius kadzhajai ingår i släktet Amblyseius och familjen Phytoseiidae. Inga underarter finns listade i Catalogue of Life.